# Сазак, Гюн
Гюн Сазак (тур. Gün Sazak; 26 марта 1932, Анкара — 27 мая 1980, Анкара) — турецкий предприниматель и крайне правый политик, заместитель председателя Партии националистического движения Алпарслана Тюркеша. В июле 1977 — январе 1978 член правительства Сулеймана Демиреля, министр по делам таможни, монополий и акцизов. Убит радикально-коммунистическими террористами.

## Учёба и бизнес
Родился в семье землевладельца и политика Эмина Сазака. Братья Гюна Сазака — Гювен и Йылмаз — известные спортивные функционеры. Высшее образование Гюн Сазак получил в США — окончил Калифорнийский сельскохозяйственный колледж.
Вернувшись в Турцию в 1959 году, работал на семейной ферме и в строительном бизнесе. Был известен как инноватор, применявший передовые технологии агропроизводства.

## Политик и министр
В 1971 году Гюн Сазак вступил в Партию националистического движения (MHP). Быстро выдвинулся в ближайшее окружение Алпарслана Тюркеша. В 1972 году избран заместителем председателя MHP. В 1977 году баллотировался от партии в парламент, но избран не был.
При формировании коалиционного кабинета «Национального фронта» (консервативная Партия справедливости, исламистская Партия национального спасения, праворадикальная Партия националистического движения) Алпарслан Тюркеш был назначен заместителем премьер-министра Сулеймана Демиреля, Гюн Сазак — министром по делам таможни, монополий и акцизов.
На министерском посту Гюн Сазак успешно боролся с контрабандой, незаконным оборотом оружия и таможенной коррупцией. Деятельность Сазака положительно оценивал его идейно-политический противник Абди Ипекчи — редактор леволиберальной газеты Milliyet, в 1979 убитый «Серыми волками».
Правительственный пост Гюн Сазак занимал менее полугода, до смены правительства Демиреля левоцентристским кабинетом Бюлента Эджевита.

## Убийство

### Теракт радикальных коммунистов
Вечером 27 мая 1980 года Гюн Сазак был убит боевиками радикально-коммунистической организации «Революционные левые» (Devrimci Sol). Он был смертельно ранен выстрелом в спину и скончался по дороге в больницу. Два дня спустя боевики-националисты приняли участие в погроме левых алевитов в Чоруме, убив по крайней мере 57 человек (среди жертв были женщины и дети) — это подавалось как месть за убийство Сазака.
В июле 1980 группировка Devrimci Sol публично взяла на себя ответственность за теракт 27 мая. Полиция идентифицировала в качестве непосредственных исполнителей боевиков Мехмета Эдипа Эранила, Ахмета Левента Бабаджана, Садика Зафера Озкана, Чингиза Гюля. Выстрел, оказавшийся смертельным, произвёл Гюль. С места убийства террористы скрылись на такси, передав оружие 17-летнему Джему Озу. Следствием было установлено, что главным организатором убийства являлся Эранил, возглавлявший в Анкаре отделение Devrimci Sol. Активное участие в выработке плана теракта принимал активист организации Кемаль Джемаль Алтун.
Много лет спустя, в 2013 году, турецкая спецслужба MIT установила, что приказ об убийстве Гюна Сазака отдал лидер вооружённого коммунистического подполья Дурсун Караташ.

### Судьбы исполнителей
Аресты исполнителей убийства состоялись после военного переворота 12 сентября 1980 года. Бабаджан, Оджан и Оз были арестованы в марте 1981 и осуждены за убийство: Бабаджан получил пожизненное заключение, Оджан — 6 лет, Оз — 5 лет тюрьмы. Гюль успел бежать в Германию. Эранил угнал самолёт в Болгарию и сдался правоохранительным органам НРБ. Алтун был арестован в ФРГ в июле 1982 по делу об убийстве бывшего премьер-министра Турции Нихата Эрима (также совершённого радикал-коммунистами) и покончил с собой, чтобы избежать экстрадиции.

## Значение и память
Партия националистического движения обладает имиджем «партии „Серых волков“» и зачастую ассоциируется с террористической организацией. Тем важнее для MHP фигура Гюна Сазака — национал-патриота, не имевшего отношения к терроризму, компетентного министра, борца с коррупцией, жертвы политического убийства.
Именем Гюна Сазака названы улицы в Каршияке, Измире, Ушаке, Кечиорене, школа-интернат в Эскишехире.